# Drndaj...svadba je!!!
Drndaj...svadba je!!! deseti je studijski album pop rock sastava Gracia, kojeg 2010. godine objavljuje diskografska kuća Croatia Records.

## O albumu
Album sadrži 13 skladbi od kojih je većina svadbenog karaktera s dosta narodnih motiva. Osim novih skladbi, na popisu pjesama nalaze se već neke ranije objavljene velike uspješnice kao što su "Linđo", "Sokole", "Mehana" i "Svi se momci žene".
Izlazak albuma najavila su dva singla "Nije kriza" i "Zbogom majko, zbogom Bosno". Za prvi singl napravljen je videouradak dok je s drugim sastav Gracia nastupio na Neumfestu 2010. godine.

## Popis pjesama
| Br. | Skladba                      | Autor | Trajanje |
| --- | ---------------------------- | ----- | -------- |
| 1.  | »Dragi, dragi«               |       | 3:20     |
| 2.  | »Suknjica«                   |       | 3:45     |
| 3.  | »Ćaćina mezimica«            |       | 3:45     |
| 4.  | »Bećar si«                   |       | 3:49     |
| 5.  | »Najbolja svadba«            |       | 3:25     |
| 6.  | »Podvezica«                  |       | 3:51     |
| 7.  | »Volim ga, tako mi svega«    |       | 3:47     |
| 8.  | »Svi se momci žene«          |       | 3:42     |
| 9.  | »Linđo«                      |       | 3:17     |
| 10. | »Nije kriza«                 |       | 3:18     |
| 11. | »Zbogom majko, zbogom Bosno« |       | 4:18     |
| 12. | »Sokole«                     |       | 3:30     |
| 13. | »Mehana«                     |       | 4:26     |

## Izvođači
- Matija Vuica - vokal
- Jurica Popović - gitara

Gosti
- Đorđe Begu - lijerica (u pjesmama 1, 2, 3, 5, 6, 7 i 10)
- Ivan Chapanov - gajde, kaval (u pjesmama 1, 2, 3, 5, 6, 11 i 12)
- Nikša Bratoš - gitara (u pjesmi 10)
- Blaško Mijić - mandolina (u pjesmi 4)
- Ante Prgin Surka - truba (u pjesmi 4)
- Antonio Geček - truba (u pjesmi 10)
- Igor Ivanović - mandolina (u pjesmi 4), prateći vokal (u pjesmi 2 i 5)

Prateći vokali
- Ivana Čabraja
- Daria Hodnik
- Jadranka Krištof
- Dragan Brnas

### Produkcija
- Producent, glazba, tekstopisac i aranžer - Jurica Popović
- Miks i master - Goran Martinac (osim za skladbu "Mehana", Fedor Boić)
- Likovno oblikovanje - Jurica Popović i Goran Vasović
- Snimano u studijima - Jazzbina, Decibel, Malek, Crorec, Plavi film, Prima vista, CBS i NB